# 約翰·韋健遜
約翰·韋健遜（英語：John Wilkinson，1979年8月24日—）生于英國英格蘭埃克塞特，英國已退役职业足球运动员，但他已入籍新加坡代表新加坡。